# 莱翁·彼得拉日茨基

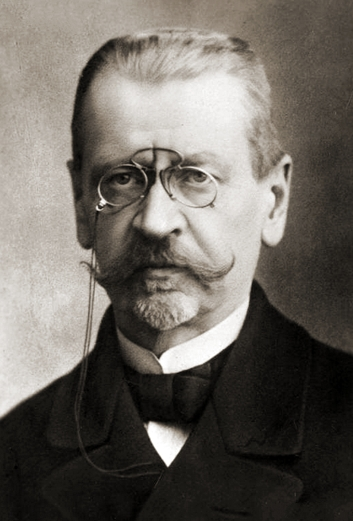
莱翁·彼得拉日茨基

莱翁·彼得拉日茨基（Leon Petrazycki，1867年4月13日—1931年5月15日）是波兰著名哲学家和法学家，以其国家与法的理论著称。

## 生平
彼得拉日茨基1867年生于波兰维捷布斯克，当时波兰正处于俄国统治之下。他毕业于基輔大学，后来在柏林从事研究，1897年至1931年间，彼得拉日茨基在华沙大学担任法学教授。 